# Regeringen Hansson I
Regeringen Hansson I var en svensk regering som bildades efter det svenska andrakammarvalet 1932 då Per Albin Hansson kunde bilda sin första regering, en socialdemokratisk minoritetsregering. 
Den regeringens första uppgift blev att ta itu med den ekonomiska krisen för jordbruket, vilket ledde till den så kallade kohandeln med Bondeförbundet.

## Statsråd
* Statsminister eller departementschef
| Statsminister          |  | Per Albin Hansson | 24 september 1932 | 19 juni 1936      | Socialdemokraterna |
| Finansminister         |  | Ernst Wigforss    | 24 september 1932 | 19 juni 1936      | Socialdemokraterna |
| Utrikesminister        |  | Rickard Sandler   | 24 september 1932 | 19 juni 1936      | Socialdemokraterna |
| Justitieminister       |  | Karl Schlyter     | 24 september 1932 | 19 juni 1936      | Socialdemokraterna |
| Försvarsminister       |  | Ivar Vennerström  | 24 september 1932 | 19 juni 1936      | Socialdemokraterna |
| Socialminister         |  | Gustav Möller     | 24 september 1932 | 19 juni 1936      | Socialdemokraterna |
| Kommunikationsminister |  | Henning Leo       | 24 september 1932 | 19 juni 1936      | Socialdemokraterna |
| Ecklesiastikminister   |  | Arthur Engberg    | 24 september 1932 | 19 juni 1936      | Socialdemokraterna |
| Jordbruksminister      |  | Per Edvin Sköld   | 24 september 1932 | 19 juni 1936      | Socialdemokraterna |
| Handelsminister        |  | Fritjof Ekman     | 24 september 1932 | 19 juni 1936      | Socialdemokraterna |
| Konsultativa statsråd  |  |                   |                   |                   |                    |
| Konsultativt statsråd  |  | Östen Undén       | 24 september 1932 | 19 juni 1936      | Socialdemokraterna |
| Konsultativt statsråd  |  | Torsten Nothin    | 24 september 1932 | 16 september 1933 | Socialdemokraterna |
| Konsultativt statsråd  |  | Karl Levinson     | 16 september 1933 | 19 juni 1936      | Partilös           |